# Горня, Георге
Георге Горня (рум. Gheorghe Gornea, 2 августа 1944, Синая, Prahova County — 2005, Синая, Прахова) — румынский футболист, игравший на позиции вратаря. Выступал, в частности, за клубы «Стяуа» и УТА. Участник чемпионата мира 1970 года в составе национальной сборной Румынии.

## Клубная карьера
Георге Горня родился 2 августа 1944 года в Синае, Румыния, и начал играть в футбол в клубе «Карпаци Синая», после чего перешёл в клуб «Стяуа», за который дебютировал в высшем дивизионе 30 августа 1964 года в матче против «Штиинцы» (4:0). Во втором сезоне, проведённом в «Стяуа», он выиграл Кубок Румынии, а затем перешёл в «УТА» Арад, где за пять лет, проведённых в клубе, выиграл два чемпионских титула, отыграв в 30 и 29 матчах победных сезонов соответственно. Горня также помог команде, показав превосходную игру в розыгрыше Кубка европейских чемпионов 1970/1971, благодаря его игре «УТА» сумели выбить действующего чемпиона Кубка европейских чемпионов «Фейеноорд». В общей сложности в течение двух сезонов он сыграл шесть матчей в этом соревновании. Благодаря своей игре в 1968 году Горня занял четвертое место в рейтинге претендентов на звание лучшего футболиста года в Румынии. Он отыграл один сезон во второй лиге в «Бая-Маре», впоследствии перешёл в клуб «Решица», за который 11 марта 1973 года в последний раз вышел на поле в элитном дивизионе в матче против «Стягул Рошу Брашова» (1:5). Это был его 143-й матч в соревновании, после которого Горня ещё три сезона провёл во второй лиге в «Вагонуле».

## Карьера в сборной
Георге Горня сыграл за национальную сборную Румынии четыре игры, в которых пропустил два гола на международном уровне, все под руководством тренера Анджело Никулеску. 27 октября 1968 года дебютировал в составе команды, выйдя на замену в перерыве и заменив Нарчиса Комана в матче отбора на чемпионат мира 1970 года против Португалии (0:3), в котором он пропустил один гол от Жасинту Сантуша. Его следующей игрой стала нулевая ничья против Англии, впоследствии появился на поле в матче отборочного турнира против Швейцарии (2:0). Последним матчем за сборную стал ещё один товарищеский матч против Англии на Уэмбли, завершившейся ничьей 1:1 благодаря игре Горни, который за свою игру получил прозвище «Герой Уэмбли». Анджело Никулеску включил Горню в заявку сборной на финальный турнир, но вратарь ни на разу не появился на поле.

## Смерть
Выйдя на пенсию, Горня боролся с алкоголизмом и перенёс ампутацию обеих ног. Он умер в 2005 году в своём родном городе Синая.

## Достижения
«Стяуа»
- Кубок Румынии: 1965/1966[3]

УТА
- Чемпионат Румынии: 1968/1969, 1969/1970[1][3]

Личные
- Футболист года в Румынии (4-е место): 1968[5]